# 骨料

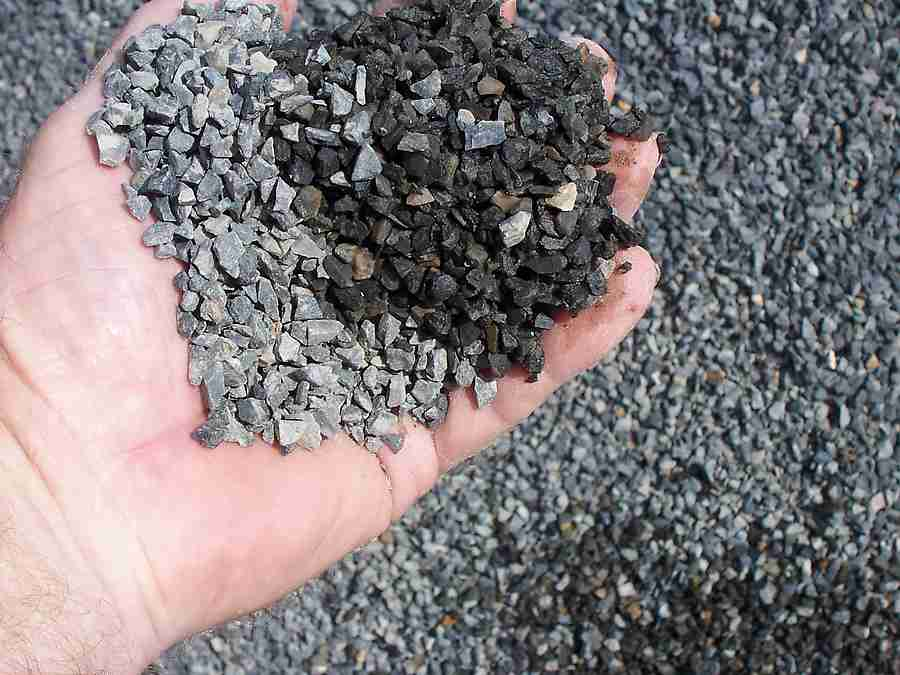
骨料

骨料是混凝土配比成分之一，起骨架作用，也可减少水泥硬化产生的收缩作用。骨料分细骨料和粗骨料两种。其中细骨料粒径0.16-5mm，多为河沙，海砂及山沙；粗骨料粒径大于5mm，有碎石和卵石两种，碎石制作混凝土强度较高，但流动性小。